# Космос-2485
«Космос-2485» — российский военный навигационный спутник глобальной навигационной системы ГЛОНАСС 2-го поколения. Спутник находится в плоскости орбиты 1 в орбитальной позиции 2.

## Запуск
«Космос-2485» был запущен 26 апреля 2013 года в 09:30 МСК с площадки 43/4 космодрома Плесецк. В 12.55 космический аппарат «Глонасс-М» взят на управление средствами Главного испытательного космического центра имени Титова.